# Indiscreciones
Indiscreciones fue un programa de chimentos conducido por el fallecido uruguayo Lucho Avilés, acompañado por la ya también fallecida periodista Susana Fontana.
Se emitió por primera vez en 1990 por Telefe, para luego pasar a Canal 9 Libertad en 1992 y culminando por ATC en 1999, logrando superar las 2.500 emisiones. En 2017 volvió a emitir por CN23.
El  juego de "Polvo de estrellas" (auspiciada por Yelmo, consistía en que con una aspiradora sacaban el polvo de arriba de una foto de alguna estrella durante todo el programa y el que primero adivinaba quien era se ganaba el premio mayor) y la "Rueda de chimentos" eran características de este programa.

## Tema de apertura
El tema de apertura inicial del programa fue tomado del programa de Cris Morena, Jugate Conmigo, y se llamaba Chusma Chisme. En su emisión en Canal 9 iniciaba su ciclo con el tema Con la gente que me gusta de A dos velas.

## Panelistas
A lo largo de sus emisiones pasaron nombres de periodistas, famosas y conductores históricos hoy en día como:
- Adriana Salgueiro (coconducción, 1990-1991 y 1995-1997)
- Susana Fontana (1990-1999)
- Jorge Rial (1990-1992)
- Marcela Berbaris (1990-1991)
- Alejandra Pradón (1992)
- Marcela Tauro (1992-1995)
- Marisa Brel (1992-1998)
- Marcelo Teto Medina (1993-1998)
- Marcelo Polino (1995-1997)
- Raquel Mancini (1997)
- Marixa Balli
- Daniel Gómez Rinaldi
- Alejandra Rubio (1997-1998)[3]
- Beatriz Salomón (1997-1998)

El por aquel entonces movilero Jorge Rial se retiró del programa durante la segunda temporada en 1992. En esos tiempos sacó al aire un libro donde contaba sobre la vida privada de Avilés iniciando una rivalidad que duraría por más de una década.

## Recreación
En el 2011 la periodista Viviana Canosa recreó la Rueda de los chimentos para su programa emitido por Canal 9 recordando a modo de homenaje este recordado programa.